# Romeu Ribeiro
Romeu Oliveira Ribeiro (Vieira do Minho, 13 gennaio 1989) è un ex calciatore portoghese, di ruolo attaccante.

## Carriera
Ha giocato nella massima serie portoghese.